# Kiri Thode

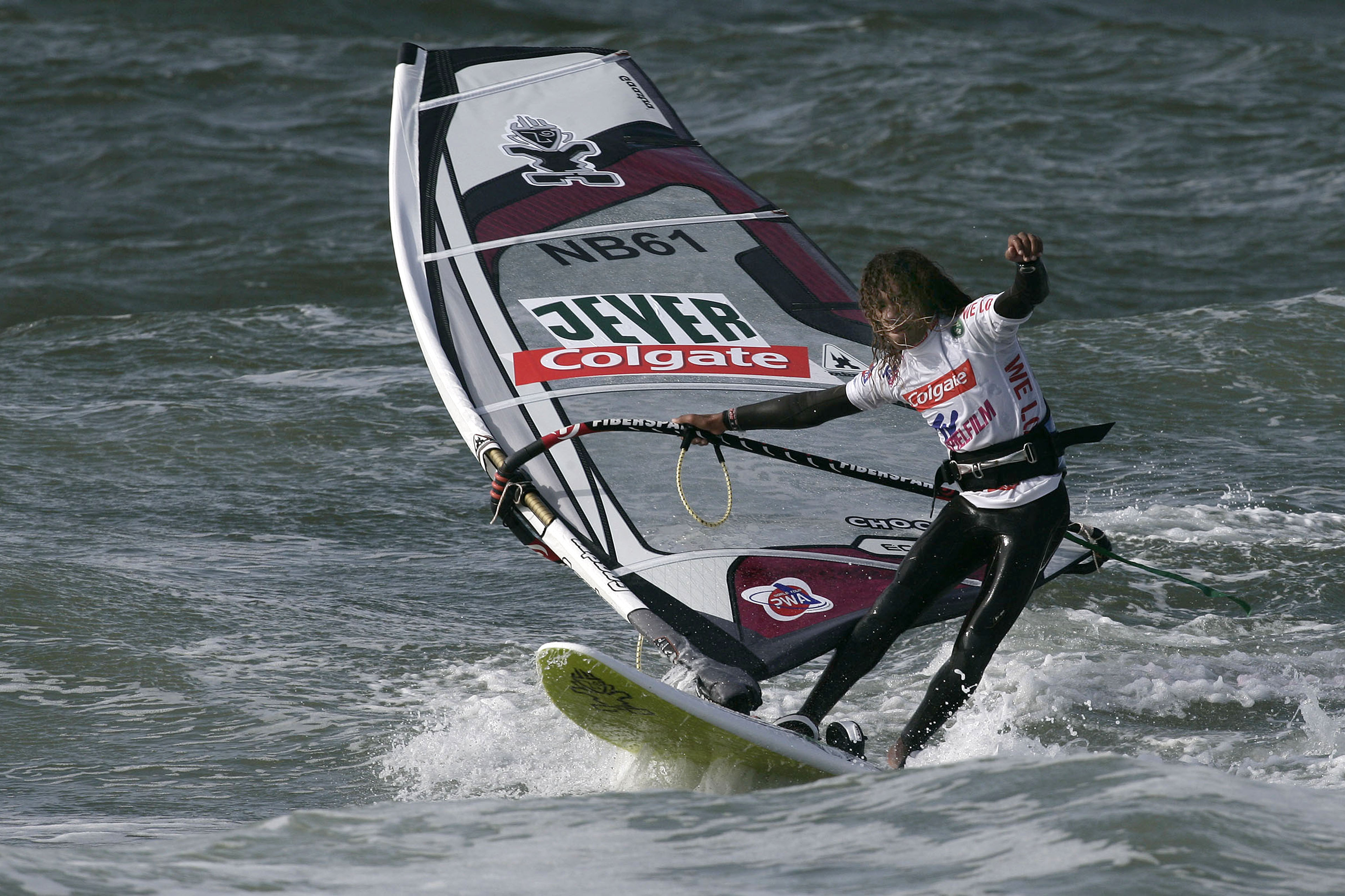
Thode beim Windsurf World Cup Sylt 2008

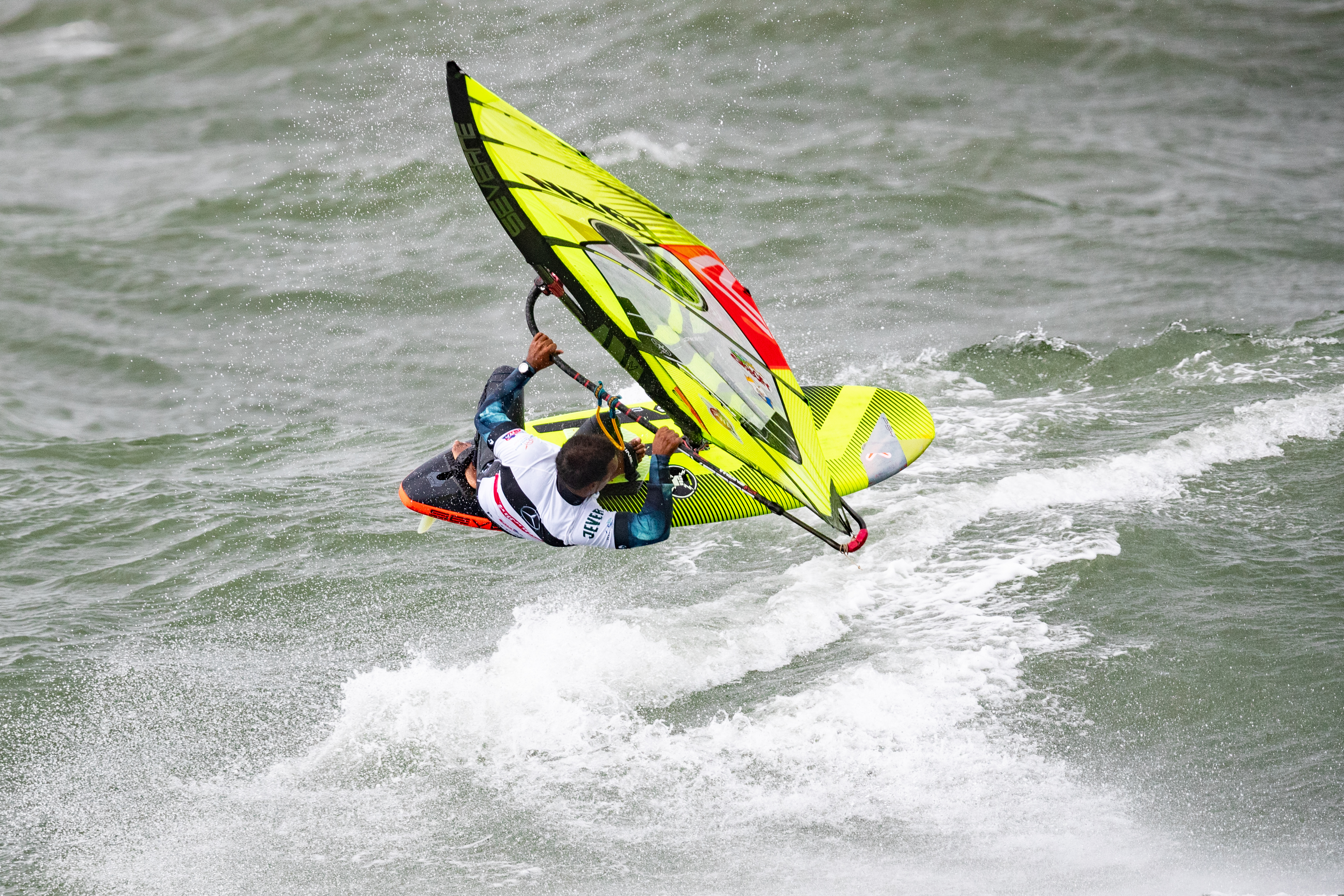
Thode beim Windsurf World Cup Sylt 2019

Kiri Thode (* 26. Februar 1991 in Kralendijk) ist ein bonairischer Windsurfer. Er gehört zu den besten Freestyle-Surfern der letzten Jahre und wurde in dieser Disziplin 2013 Weltmeister.

## Biografie
Thode stammt von der zu den Niederlanden gehörenden karibischen Insel Bonaire. Um 1995 begann er gemeinsam mit seinen Cousins Everon „Tonky“ Frans und Elton „Taty“ Frans mit dem Windsurfen. Bereits 2003, mit zwölf Jahren, fuhr er seinen ersten World Cup. In der Saison 2007 konnte er Anschluss an die Weltspitze finden. So errang er einen vierten Platz im Gesamtklassement und im folgenden Jahr wurde er bei den Events an der Costa Teguise und der Costa Calma jeweils zweiter. Nach sechs zweiten und dritten Plätzen in der Freestyle-Wertung gelang es Thode 2013 durch den Sieg vor Sylt erstmals Weltmeister zu werden. Nach zwei weiteren Top-3-Platzierungen konnte Thode nicht mehr an sein hohes Niveau anschließen und wurde 2016 17. und 2017 25.
Thode ist sehr heimatverbunden und verlässt Bonaire lediglich zu den World-Cup-Events und ab und zu für Fotoshootings auf Maui.

## Erfolge

### World Cup Wertungen
| Saison | Slalom | Slalom |
| Saison | Platz  | Punkte |
| ------ | ------ | ------ |
| 2003   | ?      | ?      |
| 2004   | ?      | ?      |
| 2005   | ?      | ?      |
| 2006   | 4.     | 2001   |
| 2007   | 3.     | 6020   |
| 2008   | 3.     | 6069   |
| 2009   | 2.     | 6102   |
| 2010   | 3.     | 6135   |
| 2011   | 2.     | 10268  |
| 2012   | 2.     | 6069   |
| 2013   | 1.     | 6267   |
| 2014   | 3.     | 6068   |
| 2015   | 2.     | 4101   |
| 2016   | 17.    | 4602   |
| 2017   | 25.    | 1525   |
| 2019   | 21.    | 23.300 |

### World Cup Siege
Thode errang bisher 24 Podestplätze, davon fünf Siege, zwölf zweite Plätze und sieben dritte Plätze.
| Datum                   | Ort        | Land        | Disziplin |
| ----------------------- | ---------- | ----------- | --------- |
| 25.02.2011 – 05.03.2011 | Mũi Né     | Vietnam     | Freestyle |
| 12.06.2011 – 16.06.2011 | Kralendijk | Bonaire     | Freestyle |
| 08.09.2013 – 14.09.2013 | Ouddorp    | Niederlande | Freestyle |
| 27.09.2013 – 06.10.2013 | Sylt       | Deutschland | Freestyle |
| 20.06.2014 – 24.06.2014 | Kralendijk | Bonaire     | Freestyle |